# Asakuchi
Asakuchi (浅口市, Asakuchi-shi) est une municipalité ayant le statut de ville dans la préfecture d'Okayama, au Japon.

## Géographie

### Situation
Asakuchi est située dans le sud-ouest de la préfecture d'Okayama. Elle est bordée par la mer intérieure de Seto au sud.

### Municipalités limitrophes
| Kasaoka | Yakage                 | Kurashiki |
| Satoshō | Asakuchi               | Kurashiki |
| Kasaoka | mer intérieure de Seto | Kurashiki |

### Démographie
En mars 2018, la population de la ville d'Asakuchi était de 34 635 habitants, répartis sur une superficie de 66,46 km2.

### Climat
Asakuchi a un climat subtropical humide avec des étés très chauds et des hivers frais. La température moyenne annuelle à Asakuchi est de 15,6 °C. La pluviométrie annuelle moyenne est de 1 289 mm, septembre étant le mois le plus humide.

## Histoire
La ville moderne d'Asakuchi a été officiellement créée le 21 mars 2006 de la fusion des bourgs de Kamogata, Konkō et Yorishima.

## Transports
La ville est desservie par la ligne Sanyō de la JR West aux gares de Konkō et Kamogata.

## Personnalités liées à la ville
- Nobuko Kan (née en 1945), écrivaine

## Jumelages
- Ville de Tea Tree Gully (Australie) depuis 2007
- Gao'an (Chine) depuis 2009